# Edmund Kirby Smith

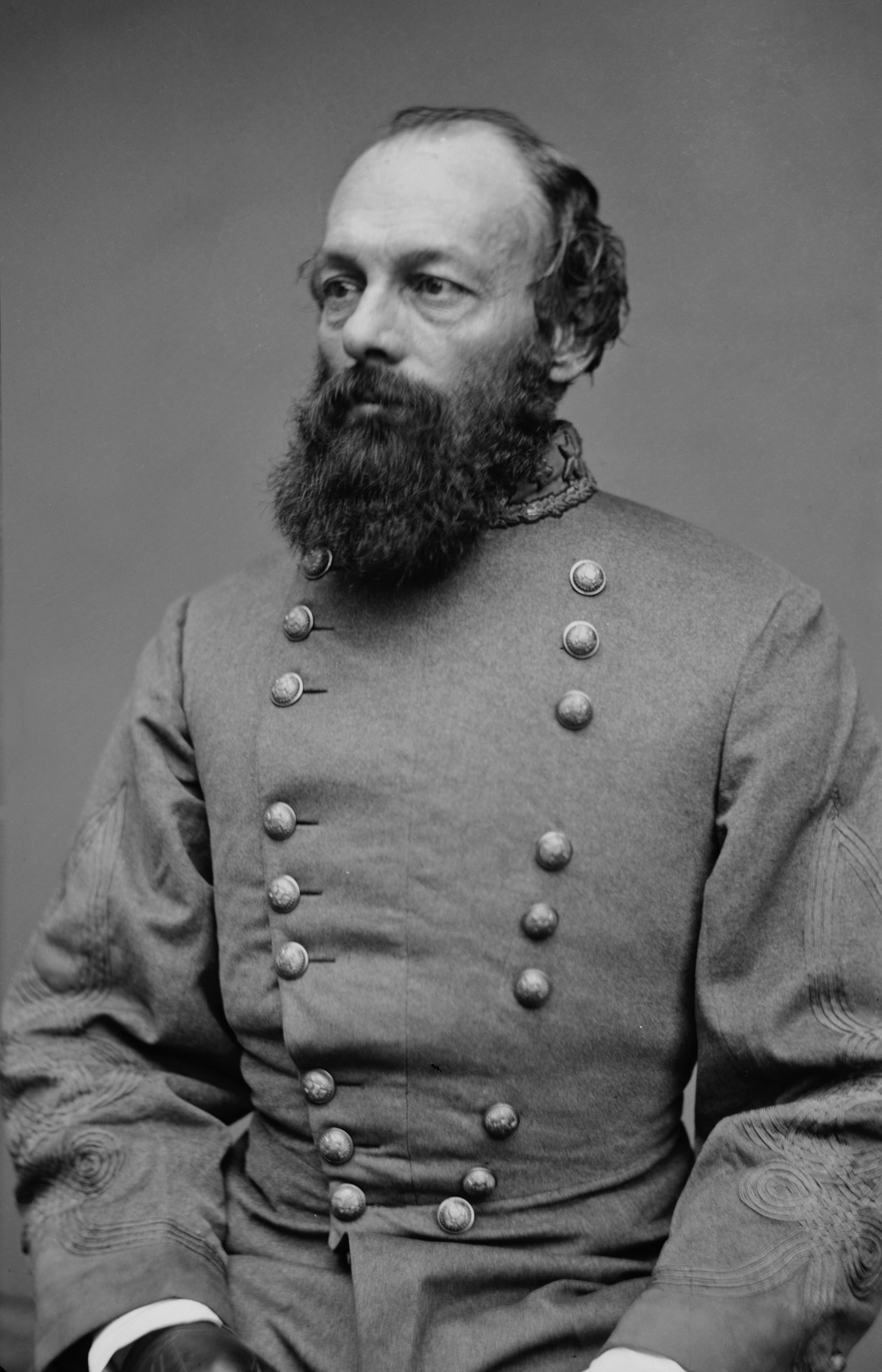
Edmund Kirby Smith

Edmund Kirby Smith (* 16. Mai 1824 in St. Augustine, Florida; † 28. März 1893 in Sewanee, Tennessee) war ein General des konföderierten Heeres im Sezessionskrieg.

## Leben bis zum Bürgerkrieg
Smith war der Sohn von Joseph und Francis Smith aus Connecticut. Sein Vater wurde als Bundesrichter nach St. Augustine berufen. Seine Eltern sahen für ihren Sohn eine militärische Karriere vor und schickten ihn 1836 auf eine Kadettenschule in Alexandria, Virginia. Smith wurde am 1. Juli 1841 an die Militärakademie in West Point, New York berufen und schloss sie nach vier Jahren als 25. von 41 Kadetten seines Jahrgangs ab. Da er aus dem dünnbesiedelten Staat Florida stammte, in dem auch das Volk der Seminolen lebte, nannten ihn seine Kommilitonen „Seminole“.
Zum Leutnant befördert diente er zunächst im 5. US-Infanterie- und ab 2. August 1846 im 7. US-Infanterie-Regiment an der Frontier.
Während des Mexikanisch-Amerikanischen Krieges verlieh der Kongress Smith am 18. April 1847 den Brevet-Rang Oberleutnant wegen Tapferkeit in der Schlacht von Cerro Gordo und am 20. August 1847 den des Hauptmanns wegen seiner Leistungen in der Schlacht von Contreras. Weiterhin kämpfte er in den Schlachten von Palo Alto, Monterrey, Vera Cruz und Chapultepec. Smith wurde nach dem Krieg 1848 als Dozent für Mathematik an die Militärakademie in Westpoint versetzt. Am 9. März 1851 wurde er zum Oberleutnant des regulären Heeres befördert. Smith wurde 1852 zum 2. US-Kavallerie-Regiment versetzt und führte von Oktober 1854 bis 1855 die Sicherungskompanie der US-mexikanischen Kommission zur Grenzfestlegung (United States and Mexican Boundary Survey). Sein stellvertretender Regimentskommandeur war zu dieser Zeit Robert Edward Lee. Smith wurde am 3. März 1855 zum Hauptmann befördert und verrichtete weiter Dienst an der Frontier. Am 18. Mai 1859 wurde er während einer Patrouille am Oberschenkel verwundet und am 31. Januar 1861 zum Major befördert. Smith heiratete Cassie Selden und hatte mit ihr elf Kinder.

## Bürgerkrieg
Als Texas am 1. Februar 1861 aus der Union austrat, war Smith in Fort Colorado, Texas stationiert. Texanische Truppen forderten ihn kurz darauf auf, den Stützpunkt den Konföderierten kampflos zu übergeben, was er ablehnte. Da sein Heimatstaat Florida zu den Gründungsstaaten der Konföderation zählte, veranlasste Smith seine Optionen im folgenden Monat noch einmal abzuwägen, am 16. März 1861 trat er seinen Dienst mit dem Dienstgrad Oberstleutnant der Kavallerie im regulären Heer der Konföderation (ACSA) an. Aus dem US-Heer wurde er am 6. April 1861 entlassen.
Smith wurde im Juni 1861 im Stab der Shenandoah-Armee unter dem Kommando von Brigadegeneral Joseph E. Johnston eingesetzt. Er wurde am 17. Juni zum Kommandeur einer Brigade ernannt und zum Brigadegeneral befördert. Smith führte seine Einheit in der ersten Schlacht am Bull Run, in deren Verlauf er schwer verwundet wurde. Am 11. Oktober trat Smith wieder seinen Dienst an und wurde am 11. Oktober 1861 zum Generalmajor des regulären Heeres befördert. Vom 22. Oktober 1861 bis zum 22. Februar 1862 führte er eine Division der Potomac-Armee.
Smith übernahm am 25. Februar 1862 das Kommando über den Wehrbereich Ost-Tennessee und hatte dieses bis zum 11. November 1862 inne. In dieser Zeit führte er in Feldzügen ein Korps der Tennessee- und die Kentucky-Armee, mit denen er bei Richmond, Kentucky, am 30. August einen Sieg errang und danach noch an der Schlacht von Perryville teilnahm. Am 9. Oktober 1862 wurde er für seine militärischen Leistungen zum Generalleutnant befördert und übernahm bis zum Dezember 1862 das Kommando über ein Korps der Tennessee-Armee unter General Braxton Bragg.
Kirby Smith wurde am 14. Januar 1863 zum Befehlshaber des Wehrbereichs Trans-Mississippi ernannt, der sämtliche Gebiete westlich des Mississippi umfasste und damit der Definition des Kriegsschauplatzes Trans-Mississippi der Union entsprach. Nach dem Fall von Vicksburg, am 4. Juli 1863, riss die Verbindung zum Osten der Konföderation ab, da die Unionstruppen das Gebiet entlang des Mississippi komplett unter ihre Kontrolle gebracht hatten; die Konföderation war ab da in zwei Teile geteilt. Smith führte den weitgehend isolierten Westen wie sein Lehen und bekam deswegen den Spitznamen „Kirby Smithdom“, was so viel heißt wie „Reich“ des Kirby Smith. Smith unterstanden dort nie mehr als 30.000 Soldaten, die noch dazu schlechter ausgerüstet waren als diejenigen im Osten der Konföderation. Trotzdem gelang es ihm bis 1864, die Invasionen der Unionstruppen in Arkansas und Louisiana (Red-River-Feldzug und Camden-Expedition) abzuwehren und den Nordstaaten schwere Niederlagen zu bereiten. Aufgrund der zahlenmäßigen und ausrüstungstechnischen Unterlegenheit seiner Truppen verlegte sich Smith fortan auf Raids und Guerilla-Angriffe.
Der Kongress sprach Smith am 17. Februar 1864 offiziell seinen Dank für den wichtigen Sieg bei Richmond, Kentucky, am 30. August 1862 aus. Zwei Tage später wurde er zum General befördert, als einer von insgesamt sieben im konföderierten Heer. Edmund Kirby Smith kapitulierte am 2. Juni 1865 in Galveston, Texas.

## Nach dem Bürgerkrieg
Nach der Unterzeichnung der Kapitulationsurkunde am 2. Juni 1865 befürchtete Smith wegen Hochverrats angeklagt zu werden, floh nach Mexiko und ließ sich später auf Kuba nieder. Smith kehrte im Herbst 1865 in die USA zurück und wurde am 14. November 1865 amnestiert.
Smith leitete erfolglos von 1866 bis 1868 die Atlantic and Pacific Telegraph Company, anschließend gründete er eine Schule und war von 1870 bis 1875 Kanzler der Universität von Nashville. Bis 1893 lehrte er Mathematik an der University of the South in Sewanee. Am 18. März 1893 verstarb Smith an den Folgen einer Lungenentzündung. Er wurde auf dem University of the South Cemetery in Sewanee beerdigt.

## Ehrungen
Der US-Bundesstaat Florida ließ 1922 eine Statue Smiths im US-Kapitol aufstellen. Der Kongress Floridas entschied 2016, die Statue Smiths aus dem Kapitol zu entfernen. Der Gouverneur des Staates veranlasste schließlich am 19. März 2018 die tatsächliche Entfernung der Statue.